# Wólka Modrzejowa
Wólka Modrzejowa (prononciation : [ˈvulka mɔdʐɛˈjɔva]) est un village polonais de la gmina de Rzeczniów dans le powiat de Lipsko de la voïvodie de Mazovie dans le centre-est de la Pologne.
Il se situe à environ 7 kilomètres au sud-ouest de Rzeczniów (siège de la gmina), 21 kilomètres au sud-ouest de Lipsko (siège du powiat) et à 129 kilomètres au sud de Varsovie (capitale de la Pologne).

## Histoire
De 1975 à 1998, le village appartenait administrativement à la voïvodie de Radom.